# Pedro Muñiz de Godoy
Piotr Muniz de Godoy (hiszp. Pedro Muñiz de Godoy) – wielki mistrz zakonu Alcantara (1369), Calatrava (1371–1384) i Santiago (1384–1385).
Inne spotykane formy nazwiska: Pedro Núñez de Godoy Sandoval, Pedro Ruiz de Godoy.
Piotr Muniz de Godoy był dowódcą wojsk kastylijskich w trakcie wojen Kastylii z Portugalią, protegowanym króla Henryka II. Uczestniczył w bitwie pod Najera. Po klęsce Kastylijczyków został wzięty do niewoli przez Anglików walczących po stronie Piotra I. Po sprzedaży aragońskiej posiadłości zakonu w Belmonte został wykupiony z niewoli. W 1369 r. walczył w interesie Henryka II w Carmonie przeciwko Marcinowi Lopezowi de Cordobie, wielkiemu mistrzowi Calatravy. Po jego śmierci został wybrany mistrzem Calatravy. Już jako mistrz Santiago uczestniczył w bitwach pod Aljubarrota i Valverde przeciwko Portugalczykom. W tej drugiej bitwie, dowodząc wojskami kastylijskimi, poniósł śmierć.